# Avinguda Tibidabo (metrostation)
Avinguda Tibidabo is een station van de metro van Barcelona en tevens eindstation van FGC-lijn L7 (Ook bekend als Línia de Balmes).
Het station ligt onder de Carrer de Balmes en heeft ingangen aan de Plaça de John F. Kennedy, waar men kan overstappen op de historische Tramvia Blau. Deze tram verbindt het station met de kabelspoorweg van Tibidabo.
Het station heeft slechts één enkel perron dat eindigt bij een stootblok.